# Roberto Vecchioni
Roberto Vecchioni (Carate Brianza, 25 giugno 1943) è un cantautore, paroliere, scrittore e insegnante italiano.
Ha vinto alcuni dei premi e dei festival più importanti della musica italiana: il Premio Tenco nel 1983, il Festivalbar nel 1992, il Festival di Sanremo, il Premio Mia Martini della critica nel 2011 e nel 2013 il Premio Lunezia Antologia per il brano "Le rose blu". Nella sua opera, è ricorrente l'intrecciarsi del proprio essere con i più svariati miti della storia, della letteratura o dell'arte, questi ultimi presi in prestito, non tanto per descriverne le gesta, piuttosto come espediente per rappresentare una parte di sé.
Dal 1969 al 1999 ha lavorato come docente in diversi licei classici delle province di Milano e di Brescia. Ha in seguito tenuto vari corsi universitari.

## Biografia

### Gli inizi come autore e i Pop Seven
Il padre Aldo era di San Giorgio a Cremano (provincia di Napoli) ed era commerciante di orientamento liberale. La madre Eva Picardi era del Vomero (Quartiere di Napoli) ed era casalinga. Il fratello Sergio, secondogenito, è notaio. Dopo aver frequentato le scuole cristiane, si è laureato nel 1968 in lettere classiche presso l'Università Cattolica del Sacro Cuore di Milano, nella quale resterà come assistente di Storia delle religioni. Ateo in gioventù, e cresciuto come comunista, ha partecipato al movimento del Sessantotto non violento.
Successivamente è stato docente di materie letterarie in licei classici, dove ha avuto, tra i suoi studenti, la futura cantante Paola Iezzi del duo Paola & Chiara. Nonostante il suo successo da cantautore, ha continuato anche a insegnare fino alla pensione. Gran parte della sua vita di professore di lettere (italiano, greco e latino) è legata al liceo "C. Beccaria" di Milano; in seguito preferì spostarsi in provincia, scegliendo come destinazione il liceo classico di Stato "G. Bagatta" di Desenzano del Garda, dove mantenne la cattedra dal 1992 al 1996. Stabilì la sua residenza a Maguzzano, dove tuttora è proprietario di una grande casa in campagna. Entrò a far parte attivamente della vita culturale della città dove insegnava, e nella stessa città è a tutt'oggi impegnato in prima persona in alcune campagne di salvaguardia ambientale e culturale.
Comincia la carriera nel mondo musicale come autore di testi di canzoni, in collaborazione con l'amico musicista Andrea Lo Vecchio: il primo brano pubblicato è una traduzione in italiano di Barbara Ann dei Beach Boys, incisa nel 1966 dai Pop Seven, e la particolarità di questo 45 giri è che lo stesso Vecchioni partecipa all'incisione (sua è la voce che comincia la canzone cantando "Bar bar bar, bar Barbara Ann"). Lo stesso Vecchioni ha raccontato che il gruppo venne creato apposta per l'incisione da Iller Pattaccini, che riunì i sette componenti, da cui il nome del complesso, e che incisero due 45 giri con Barbara Ann e due retri differenti; i Pop Seven erano costituiti, oltre che da Vecchioni alla chitarra e alla voce, da Fabio alla voce solista, Vittorio alla chitarra e alla voce, Tojo al basso e alla voce, Michele alla batteria, e Angela e Daniela ai cori.
Nella seconda metà degli anni sessanta e nei settanta continua la carriera di autore di testi (a partire dal 1970 anche su musiche di Renato Pareti, oltre che di Lo Vecchio) e scrive canzoni per cantanti affermati come Ornella Vanoni, Iva Zanicchi, Gigliola Cinquetti, i Nuovi Angeli, gli Homo Sapiens, le Figlie del vento, ecc.
In alcuni di questi testi sono già evidenti le tematiche presenti nella sua produzione da cantautore: la nostalgia per il passato, il tema del doppio, l'uso della storia come metafora del presente (emblematica è, a questo proposito, La battaglia di Maratona incisa nel 1968 da Lo Vecchio), con influenze del lavoro letterario di Jorge Luis Borges.

Vecchioni durante un concerto nel 1979

Lavora spesso, in questo periodo, con la CGD e la CBS, ed è in queste case discografiche che ha modo di conoscere Francesco Guccini:

Nel 1968 partecipa al Festival di Sanremo come autore della canzone Sera, interpretata da Giuliana Valci e Gigliola Cinquetti, e questo fatto contribuisce a rendere Lo Vecchio e Vecchioni autori molto richiesti: 

### L'esordio come cantautore
Dopo i primi successi come autore di testi, Vecchioni riesce nel 1968 a incidere per la Durium un 45 giri, contenente sul lato A La pioggia e il parco e sul retro Un disco scelto a caso entrambi brani su musica di Lo Vecchio, ma il disco passa inosservato, e Vecchioni deve pazientare tre anni prima di ottenere la fiducia di una nuova casa discografica, la Ducale, fondata da Davide Matalon, ex patron della Italdisc e storico scopritore di Mina.
Per la Ducale Vecchioni incide, nel 1971, il suo primo album Parabola, album che contiene una delle sue canzoni più famose, Luci a San Siro, seguito l'anno dopo da Saldi di fine stagione; sempre nel 1972 collabora con Donatella Moretti, per cui scrive tre canzoni dell'album Conto terzi (Antonio e Giuseppe, Orlando e Ragazza che parti).
Nel 1971 scrive il testo dell'inno dell'Inter, squadra della quale è noto sostenitore, Inter spaziale, musicato da Renato Pareti e cantato dal calciatore Mario Bertini.
Nel 1973 riceve il premio della critica discografica italiana per il disco Il re non si diverte. Nello stesso anno partecipa al Festival di Sanremo come compositore e interprete di L'uomo che si gioca il cielo a dadi, brano intimista dedicato al padre, che si classifica all'ottavo posto. Secondo quanto affermato dal giornalista Marino Bartoletti durante un dopofestival nel 2020, nello stesso anno Vecchioni fu l'autore della canzone non-sense Sugli sugli bane bane del gruppo femminile Le figlie del vento.
Sempre nel 1973 partecipa anche a Canzonissima, ma non riesce ad accedere alla fase finale.
Nel 1974 partecipa a Un disco per l'estate con la canzone La farfalla giapponese, che passa però inosservata e che è anche la sua ultima incisione per la Ducale; passa infatti alla Philips, con cui otterrà i primi successi di vendita, grazie a Ipertensione e soprattutto a Elisir, i cui brani Velasquez e Figlia sono trasmessi spesso dalle prime radio libere.
Nel 1975 ha una buona notorietà grazie alle canzoni della serie a cartoni animati Barbapapà, i cui brani sono stati cantati anche da Orietta Berti e Claudio Lippi.

### Il successo tra musica, televisione e letteratura

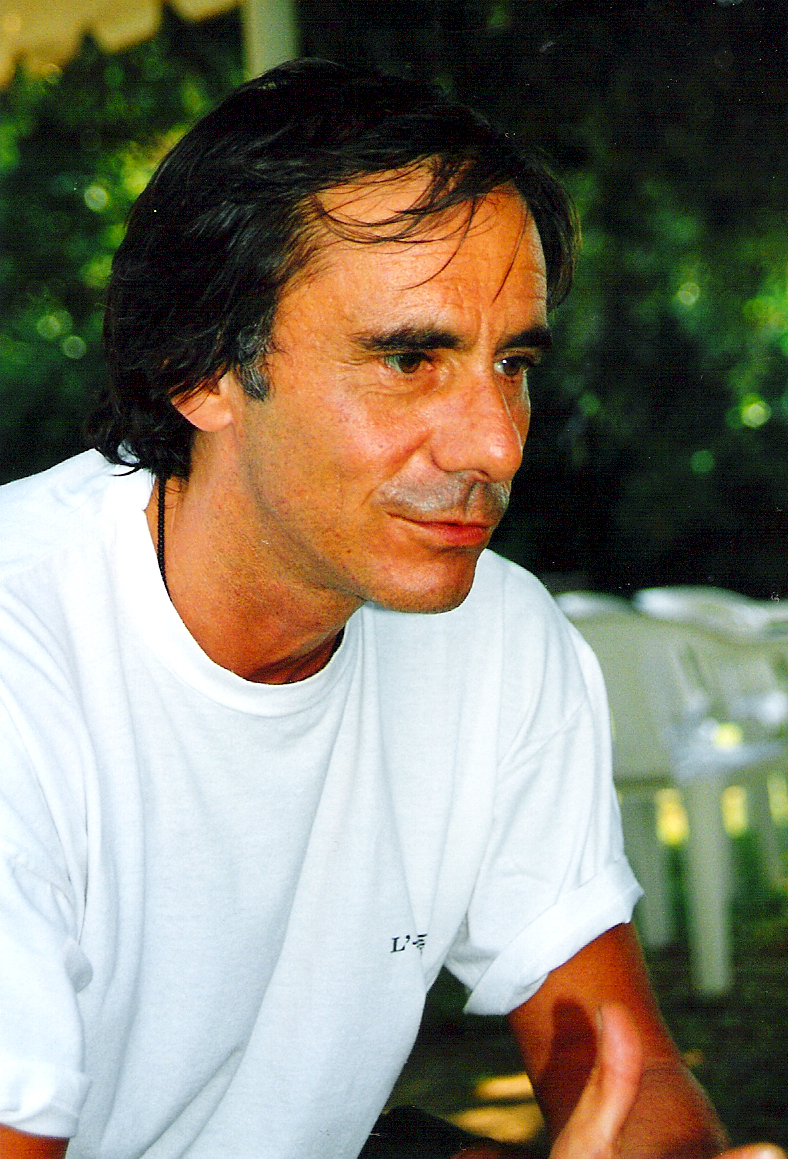
Roberto Vecchioni negli anni 1980

Nel 1977 ottiene la fama presso il grande pubblico con il suo maggiore successo, Samarcanda, contenuto nell'album omonimo, ispirato alla leggenda di un soldato che fugge dalla morte raffigurata da una nera signora. L'album è presentato nel programma musicale Auditorio A in onda su Rai 2 nello stesso anno. Gli archi della celebre introduzione sono composti e incisi da Angelo Branduardi, che canta una versione della stessa canzone nell'album live Camper, realizzando anche un videoclip con i due artisti nei panni di Stanlio & Ollio.
Il successo viene confermato dai lavori successivi, negli anni di passaggio dalla Philips alla CGD, fino al Il Grande Sogno del 1984 dove, assieme al fidato Michelangelo Romano, arrangia nuovamente alcuni successi affiancandoli ad alcuni nuovi brani, tra cui la title track dove Francesco De Gregori suonò l'armonica a bocca. È questo forse il primo album italiano di canzoni incise in una nuova veste, abitudine che divenne poi una costante degli artisti con un cospicuo repertorio.
Nel 1979 è accusato di spaccio di sostanze stupefacenti dal giudice istruttore di Marsala: l'accusa si riferisce a un episodio avvenuto due anni prima durante una serata alla Festa de l'Unità della stessa località siciliana, quando il cantautore avrebbe offerto uno spinello a un quattordicenne. Vecchioni viene arrestato in attesa del processo e rilasciato dopo alcuni giorni; l'assoluzione definitiva arriverà dopo qualche anno; da questa vicenda personale, esacerbata dall'attesa in prigione poiché il giudice doveva rientrare dalle ferie, avrebbe tratto poi l'ispirazione per scrivere le canzoni Lettera da Marsala e Signor giudice (un signore così così) (appartenenti all'album Robinson, come salvarsi la vita).
Tra la fine degli anni settanta e i primi anni ottanta, Vecchioni è conduttore, su Antenna 3 Lombardia della rubrica Telebigino, in onda di pomeriggio per tre ore durante la quale aiuta a tradurre in diretta brani di latino e greco che i giovani telespettatori devono fare come compito per l'indomani. Molto spesso, come lo stesso Vecchioni ha confermato, dopo aver dato verbo e costruzione, alla seconda o terza telefonata di un ragazzo è lui stesso a dare la traduzione intera.
Nel 1980 è la volta del disco Montecristo, l'unico a non essere mai stato ristampato (fino al 2020, in occasione del 40º anniversario dalla sua pubblicazione), a causa di una disputa tra le due case discografiche di passaggio: poco dopo la sua uscita viene ritirato dal commercio e tutte le copie distrutte, inclusi i master. Per questo ne esistono solo poche copie che costituiscono dei veri e propri pezzi da collezione, arricchiti inoltre dai disegni di Andrea Pazienza, che avrebbe firmato anche le copertine di molti album seguenti.
Nel 1981 sposa la scrittrice Daria Colombo.
Nel 1992 vince il Festivalbar con la canzone Voglio una donna, unico inedito del disco dal vivo Camper.
Nel 1994 e nel 1998 partecipa al Lombardia Festival diretto da Luigi e Carmelo Pistillo (con la collaborazione artistica di Marco Mangiarotti).
Si stima che i suoi album abbiano venduto oltre sei milioni e mezzo di copie.
La sua attività di cantautore si intreccia con quella di scrittore. Nel 1983 esce, come allegato a un'edizione limitata dell'album Il grande sogno, un volume omonimo edito da Milano Libri, che contiene poesie, racconti e testi per canzoni. Il suo secondo libro è del 1996, una raccolta di racconti intitolata Viaggi del tempo immobile (Einaudi).
Nel periodo dal 1984 al 1985 scrive interamente l'album OXA della cantante pugliese Anna Oxa, che presenta al Festival di Sanremo 1985 uno dei brani composti da Vecchioni insieme con Mauro Paoluzzi, A lei, classificatosi poi settimo.

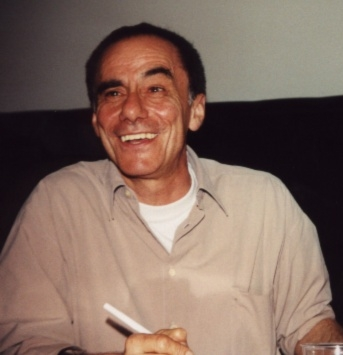
Roberto Vecchioni al Salone del Libro di Torino

Nel 1998 cura la voce Canzone d'autore dell'Enciclopedia Treccani. Nel frattempo non abbandona la musica e compone insieme con Loredana Bertè, per Patty Pravo, Treno di Panna inserita nel fortunato album Notti guai e libertà che porta la firma di altri prestigiosi cantautori.
Il suo lavoro s'intreccia con la musica nel 1999 quando, sostenuto dal Ministero della pubblica istruzione, organizza un giro presso le Università e i licei d'Italia per un ciclo di conferenze sulla Storia letteraria della canzone italiana.

### Anni 2000-2020: la vittoria alFestival di Sanremonel 2011 e le attività recenti
Ancora per Einaudi esce, nel 2000, il suo primo romanzo Le parole non le portano le cicogne ed è sempre l'editore torinese a pubblicare nel 2004 il volume Il libraio di Selinunte. Nel 2006 pubblica il libro Diario di un gatto con gli stivali, seguito nel 2008 dalla raccolta di poesie Volevo. Ed erano voli. Infine nel 2009 esce la raccolta di racconti Scacco a Dio. Dal 2001 al 2003 ha insegnato alla Facoltà di Scienze della Formazione dell'Università di Torino come docente di "Forme di poesia per musica" del corso di laurea in DAMS. Dal 2004 al 2005 ha tenuto lo stesso corso presso l'Università di Teramo.
Nel 2006 torna al Festival di Sanremo nella serata dei duetti per cantare insieme con i Nomadi il brano Dove si va.
Tiene dal 2006 un corso di lezioni dal tema: "Testi letterari in musica" all'Università di Pavia e un corso di lezioni intitolato "Laboratorio di Scrittura e Cultura della Comunicazione" presso La Sapienza di Roma.
Nel 2007 esce Di rabbia e di stelle, i cui pezzi trainanti sono Comici, spaventati guerrieri (titolo derivato dall'omonimo romanzo di Stefano Benni), e Le rose blu, una preghiera dedicata al figlio Edoardo, sofferente di sclerosi multipla.
Ha partecipato alla realizzazione della canzone Domani 21/04.2009, dedicata alle persone rimaste coinvolte nel terremoto dell'Aquila del 2009.
Il 30 ottobre 2010 partecipa a un incontro dei giovani dell'Azione Cattolica Italiana, che la mattina in Piazza San Pietro a Roma avevano incontrato papa Benedetto XVI. Vecchioni si esibisce nel pomeriggio a Piazza del Popolo davanti a 50 000 ragazzi.
In questo lasso di tempo Vecchioni ha subito un infarto e ha sconfitto un tumore al rene.
Il 19 febbraio 2011 vince il Festival di Sanremo con la canzone Chiamami ancora amore (tra i tre finalisti: 48% dei televoti per Vecchioni, 40% per i Modà con Emma e 12% per Albano). Gli viene inoltre conferito il premio Golden Share della Sala Stampa Radio e TV e il Premio della Critica del Festival della canzone italiana "Mia Martini" nella sezione "Artisti". A convincerlo a partecipare al festival dopo 38 anni dall'ultima volta era stato proprio Gianni Morandi, conduttore dell'evento.

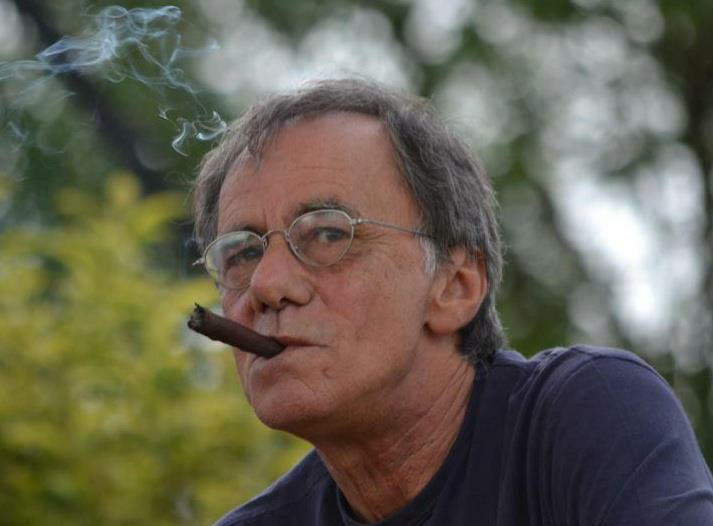
Roberto Vecchioni prima di un concerto a Settimo Torinese, agosto 2011

Il 2 maggio 2011, insieme con Gianni Morandi, prende parte al programma televisivo musicale Due.
Da febbraio 2013 ha tenuto delle lezioni sulla storia della musica italiana agli allievi della dodicesima edizione di Amici di Maria De Filippi.
Il 13 settembre 2013 esce il singolo Sei nel mio cuore che anticipa il suo nuovo album Io non appartengo più pubblicato l'8 ottobre.
Il 20 settembre 2013 si diffonde la notizia che sarebbe stato candidato al Premio Nobel per la letteratura insieme con Bob Dylan e Leonard Cohen. La notizia non può essere né confermata né smentita, poiché l'Accademia non rivela i nomi dei candidati non vincitori prima che siano passati cinquant'anni, e non interviene mai per smentire voci infondate (per non violare il segreto). Enrico Tiozzo, che dichiara di essere un professore autorizzato ad avanzare candidature al Nobel, ha comunque confermato di avere effettivamente presentato quella di Vecchioni.
Il 29 maggio 2014 recita come "guest star" interpretando sé stesso nell'ultima puntata della nona stagione della fortunata fiction Un medico in famiglia. Nella scena finale canta una delle sue canzoni più famose, Chiamami ancora amore.
Nel 2015 esordisce sul grande schermo nel ruolo di Vito nel film di Sergio Castellitto Nessuno si salva da solo. Nello stesso anno è in tour nelle principali piazze italiane e nei teatri con un tour ispirato al suo romanzo dal titolo Il mercante di luce, pubblicato nel 2014. Il romanzo, il cui titolo è tratto dalla canzone Un ottico di Fabrizio De André, narra la storia di un padre professore di lettere classiche, che ha un particolare rifiuto per la vita, mentre è costretto a insegnare l'amore per la vita al figlio malato di progeria. Il concerto è intercalato da diversi monologhi di Vecchioni sul tema della vita e da letture tratte dal romanzo, alternati a canzoni tratte da tutta la sua carriera in modo trasversale, comprendendo diverse canzoni dell'ultimo album.
Nel mese di marzo 2016 esce per Einaudi La vita che si ama, nuovo romanzo sotto forma di lettera dedicata ai propri figli. La struttura del romanzo è quella di una raccolta di racconti, spesso aneddotici, il cui filo conduttore è la ricerca costante della felicità all'interno del proprio percorso di vita (il sottotitolo recita "Io la felicità la voglio addosso come una febbre"), felicità da condividere e da insegnare agli altri, dagli studenti ai propri figli. L'uscita del libro, accompagnata da tantissime presentazioni in tutta Italia, è strettamente collegata al nuovo tour, che come il precedente prende il nome proprio dal romanzo chiamandosi "La vita che si ama - Tour". Particolarità di questa tournée è che in scaletta sono presenti canzoni quasi mai cantate in carriera, come Figlio, figlio, figlio, che vengono alternate a brani del romanzo, al quale la scaletta è direttamente ispirata, lasciando quindi ai brani più intimi e dal carattere più confidenziale di Vecchioni. Alcune date di questo tour vedono la sola presenza del professore insieme con il suo fido chitarrista Massimo Germini, che ha riarrangiato tutte le canzoni per chitarra e voce, accompagnando come una vera lira la voce di Vecchioni. Il tour proseguirà per tutto il 2016.
Nel mese di novembre 2018 pubblica un nuovo album, L'infinito: tra gli ospiti Francesco Guccini e Morgan. Malgrado un'amicizia vecchia di 40 anni, non andò mai in tournée con Guccini, che amava esibirsi da solo. A lui dedicò Canzone per Francesco e a casa sua scrisse a quattro mani Ti insegnerò a volare.
Nell'ottobre 2020 Vecchioni duetta con Emma, interpretando la canzone Autunno di Francesco Guccini nell'album omaggio Note di viaggio - Capitolo 2: non vi succederà niente, prodotto e arrangiato da Mauro Pagani, in una versione apprezzata dallo stesso Guccini.
Dal 3 ottobre 2020 è ospite fisso della trasmissione Le parole della settimana, con una rubrica iniziale dedicata all'enigmistica, ed è soprannominato Il signore delle parole.
Nella sua carriera ha pubblicato circa 250 canzoni nella sua discografia, 40 collaborazioni esterne e 60 canzoni scritte per altri interpreti.

### Docente all'università
Dopo aver insegnato latino e greco per oltre trent'anni nei licei, continua la sua attività d'insegnante presso svariate università italiane e straniere.
Ha tenuto il corso "Forme di Poesia in musica" presso la facoltà di Scienze della comunicazione dell'Università di Torino dal 2001 al 2003 e presso l'Università di Teramo nel 2004-2005.
Ha tenuto anche il corso di lezioni "Laboratorio di Scrittura e Cultura della Comunicazione" presso l'Università "La Sapienza" di Roma.
Dal 2006 insegna "Forme di Poesia in musica" all'Università di Pavia, tenendo insegnamenti a "Comunicazione Professionale e Multimedialità (CPM)", corso di laurea inter-dipartimentale afferente al Dipartimento di Scienze Politiche e Sociali. Negli ultimi anni ha tenuto i seguenti corsi monografici:
- 2009-2010: "La canzone d'autore in Italia", corso monografico "Fabrizio De André: Le maschere del potere. Da Francois Villon a Edgar Lee Masters passando per "La buona novella".
- 2010-2011: "Dio nella canzone d'autore".
- 2011-2012: "Dio nella canzone d'autore".
- 2012-2013: "Canzone contro - La canzone di protesta".
- 2013-2014: "La figura femminile nella storia della canzone d'autore italiana".
- 2014-2015: "Donne, madri, prostitute nelle canzoni di Fabrizio De André".
- 2015-2016: "Canto e canzone d'autore: La scuola genovese (Umberto Bindi, Bruno Lauzi, Fabrizio De André, Ivano Fossati, Gino Paoli, Sergio Endrigo, Luigi Tenco)".
- 2016-2017: "Roberto Vecchioni: storia di una poetica musical-letteraria" (corso tenuto insieme al prof. Paolo Jachia e al maestro Massimo Germini).
- 2017-2018: "Roberto Vecchioni: storia di una poetica musical-letteraria" (corso tenuto insieme al prof. Paolo Jachia e al maestro Massimo Germini).

## Vita privata

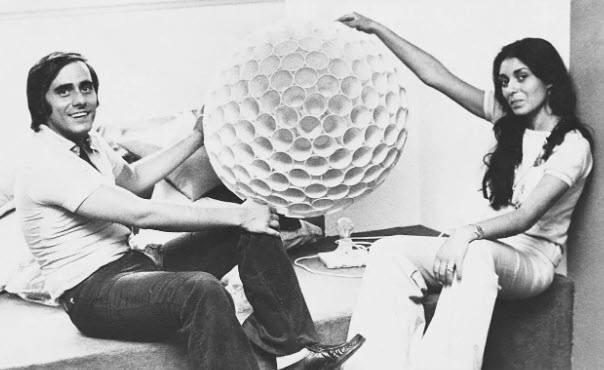
Roberto Vecchioni con la prima moglie, Irene Bozzi (1973)

Nel 1973 sposa Irene Bozzi e dalla loro unione nasce Francesca, la prima figlia. Dopo aver divorziato, nel 1981, incontra la seconda moglie Daria Colombo con la quale avrà altri tre figli, Carolina, Arrigo (deceduto nel 2023) ed Edoardo. Nel 2012 diventa nonno di due gemelle nate da Francesca e, in seguito, di altre due bambine nate da Carolina.

## Altre attività
Dopo un lungo e lento cammino si è riavvicinato alla fede cattolica della sua formazione giovanile.

### Impegno nel sociale
Il 17 giugno 2011, partecipa alla manifestazione Giochi Senza Barriere (che si tiene da otto anni alla Villa Comunale di Napoli), organizzata dall'associazione Tutti a scuola che lotta per i diritti dei ragazzi disabili. Durante l'estate prende parte al Radio Italia tour. A ottobre 2011 diventa testimonial AISM nella campagna Una mela per la vita (il figlio più giovane del cantautore, Edoardo, è malato di sclerosi multipla). È stato nominato dal sindaco di Napoli, Luigi de Magistris, presidente del Forum Internazionale delle Culture 2013, ma il cantautore rinuncia all'incarico per via delle polemiche relative al suo compenso.

### Enigmistica
È nota a molti (grazie alla sua partecipazione, a partire dal 2019, al programma televisivo Le parole della settimana, condotto da Massimo Gramellini, proprio come esperto di questa materia) un'altra sua grande passione: da anni collabora con la rivista di enigmistica classica La Sibilla, firmandosi con lo pseudonimo di Sergente York e partecipando anche ai raduni enigmistici che vengono organizzati anno per anno.
È anche un grande appassionato di scacchi. Ha intitolato un suo libro di racconti Scacco a Dio, dove parla dell'amicizia e della rivalità tra due campioni dei mondo di scacchi, José Raúl Capablanca e Aleksandr Alechin.

## Discografia

### Album in studio
- 1971 – Parabola
- 1972 – Saldi di fine stagione
- 1973 – L'uomo che si gioca il cielo a dadi
- 1973 – Il re non si diverte
- 1975 – Barbapapà
- 1975 – Ipertensione
- 1976 – Elisir
- 1977 – Samarcanda
- 1978 – Calabuig, stranamore e altri incidenti
- 1979 – Robinson, come salvarsi la vita
- 1980 – Montecristo
- 1982 – Hollywood Hollywood
- 1984 – Il grande sogno
- 1985 – Bei tempi
- 1986 – Ippopotami
- 1989 – Milady
- 1991 – Per amore mio
- 1993 – Blumùn
- 1995 – Il cielo capovolto
- 1997 – El bandolero stanco
- 1999 – Sogna ragazzo sogna
- 2002 – Il lanciatore di coltelli
- 2004 – Rotary Club of Malindi
- 2007 – Di rabbia e di stelle
- 2011 – Chiamami ancora amore
- 2013 – Io non appartengo più
- 2018 – L'infinito

### Album dal vivo
- 1992 – Camper
- 2000 – Canzoni e cicogne
- 2001 – Roberto Vecchioni Live @RTSI
- 2005 – Il contastorie
- 2009 – In Cantus

### Raccolte ufficiali
- 1980 – Luci a San Siro
- 1991 – Il capolavoro
- 1997 – Roberto Vecchioni raccolta
- 1997 – Studio Collection (con un inedito)
- 2002 – Le ballate (con una cover)
- 2011 – I colori del buio (con due inediti)

## Opere
- Canzoni e spartiti, Roma, Lato side, 1979.
- Il grande sogno, Milano Libri, 1983.
- Prefazione a Lorenzo Coveri (a cura di), Parole in musica. Lingua e poesia nella canzone d'autore italiana. Saggi critici e antologia di testi di cantautori italiani, Novara, Interlinea, 1996. ISBN 88-8212-147-X.
- Viaggi del tempo immobile, Torino, Einaudi, 1996. ISBN 88-06-14226-7.
- Le parole non le portano le cicogne, Torino, Einaudi, 2000. ISBN 88-06-15531-8.
- Parole e canzoni, Torino, Einaudi, 2002. ISBN 88-06-16414-7.
- Il libraio di Selinunte, Torino, Einaudi, 2004. ISBN 88-06-16739-1.
- Prefazione a Luigi Ferro, con Giampiero Rossi, Le memorie di Adriano (quello vero), Milano, Melampo, 2005. ISBN 88-89533-05-6.
- Diario di un gatto con gli stivali, Torino, Einaudi, 2006. ISBN 88-06-18217-X.
- Di sogni e d'amore. Poesie 1960-1964, Milano, Frassinelli, 2007. ISBN 978-88-7684-979-4.
- Volevo. Ed erano voli, Pescecapone, 2008.
- Scacco a Dio, Torino, Einaudi, 2009. ISBN 978-88-06-19849-7.
- Prefazione a Sergio Menghini, La mer, Città di Castello, Edimond, 2010. ISBN 978-88-500-0461-4.
- Il mercante di luce, Einaudi, 2014. ISBN 978-88-0622-388-5.
- La vita che si ama. Storie di felicità, Einaudi, 2016. ISBN 978-88-0623-075-3.
- Lezioni di volo e di atterraggio, Einaudi, 2020. ISBN 978-88-062-4809-3.
- Canzoni. con il commento di Massimo Germini e Paolo Jachia, Bompiani, 2021. EAN 9788830108899.
- Tra il silenzio e il tuono, Einaudi, 2024 (autobiografia epistolare).
- L'orso bianco era nero, Piemme, 2025. EAN 9788856699104.

## Filmografia

### Serie TV
- Un medico in famiglia, episodio 09x26 (2014) - sé stesso

### Film
- Nessuno si salva da solo di Sergio Castellitto (2015)
- Enzo Jannacci - Vengo anch'io, regia di Giorgio Verdelli - docufilm (2023) - sé stesso
- La primavera della mia vita di Zavvo Nicolosi (2023)

## Premi e riconoscimenti
- Premio Tenco 1983
- Ambrogino d'oro, conferito dal Comune di Milano, 1985
- Festivalbar 1992 con l'album Camper
- Premio "Scanno" per la narrativa Opera prima, 1997
- Premio per la pace "Giorgio La Pira", 1998
- Targa Tenco d'argento alla carriera, 2000
- Premio "Carlo Betocchi"- Città di Firenze alla poesia, 2010
- Venice Music Awards come Premio per l'impegno sociale 2010
- Festival di Sanremo 2011, con Chiamami ancora amore
- Premio della Critica del Festival della canzone italiana "Mia Martini" 2011, con Chiamami ancora amore
- Premio Fionda di Legno 2012, conferito ad Albenga
- Premio Lunezia Antologia 2013 per il valore Musical-Letterario del brano Le rose blu
- Premio "Vittorio de Sica", Roma, 5 novembre 2014
- Premio Chiara "Le parole della musica", Varese, 6 novembre 2016
- Premio Pierangelo Bertoli, Modena, 1 novembre 2022